# Joseph Anang
Joseph Tetteh Anang (sinh ngày 8 tháng 6 năm 2000) là một cầu thủ bóng đá chuyên nghiệp thi đấu ở vị trí thủ môn cho câu lạc bộ West Ham United tại Giải bóng đá Ngoại hạng Anh.